# Ратчинский сельский округ
Ратчинский сельский округ — упразднённая административно-территориальная единица, существовавшая на территории Воскресенского района Московской области в 1994—2006 годах.

## История
Ратчинский сельсовет был образован в первые годы советской власти. По данным 1918 года он входил в состав Мячковской волости Коломенского уезда Московской губернии.
В 1922 году к Ратчинскому с/с был присоединён Сухановский с/с.
В 1926 году Ратчинский с/с включал деревни Ратчино и Суханово.
В 1929 году Ратчинский с/с был отнесён к Воскресенскому району Коломенского округа Московской области.
17 июля 1939 года Ратчинский с/с был упразднён, а его территория включена в Ратмирский сельсовет.
14 июня 1954 года Ратчинский с/с был восстановлен путём объединения Ачкасовского и Ратмирского с/с.
12 декабря 1959 года из Ратчинского с/с в Гостиловский было передано селение Ратмирово.
1 февраля 1963 года Воскресенский район был упразднён и Ратчинский с/с вошёл в Люберецкий сельский район. 11 января 1965 года Ратчинский с/с был возвращён в восстановленный Воскресенский район.
30 мая 1978 года в Ратчинском с/с было упразднено селение Афанасьево, а 23 июня 1988 года — деревня Суханово.
3 февраля 1994 года Ратчинский с/с был преобразован в Ратчинский сельский округ.
23 апреля 1997 года в Ратчинском с/с посёлок племенного хозяйства «Ачкасово» был присоединён к селу Ачкасово.
В ходе муниципальной реформы 2004—2005 годов Ратчинский сельский округ прекратил своё существование как муниципальная единица. При этом все его населённые пункты были переданы в сельское поселение Фединское.
29 ноября 2006 года Ратчинский сельский округ исключён из учётных данных административно-территориальных и территориальных единиц Московской области.